# Hubert von Herkomer

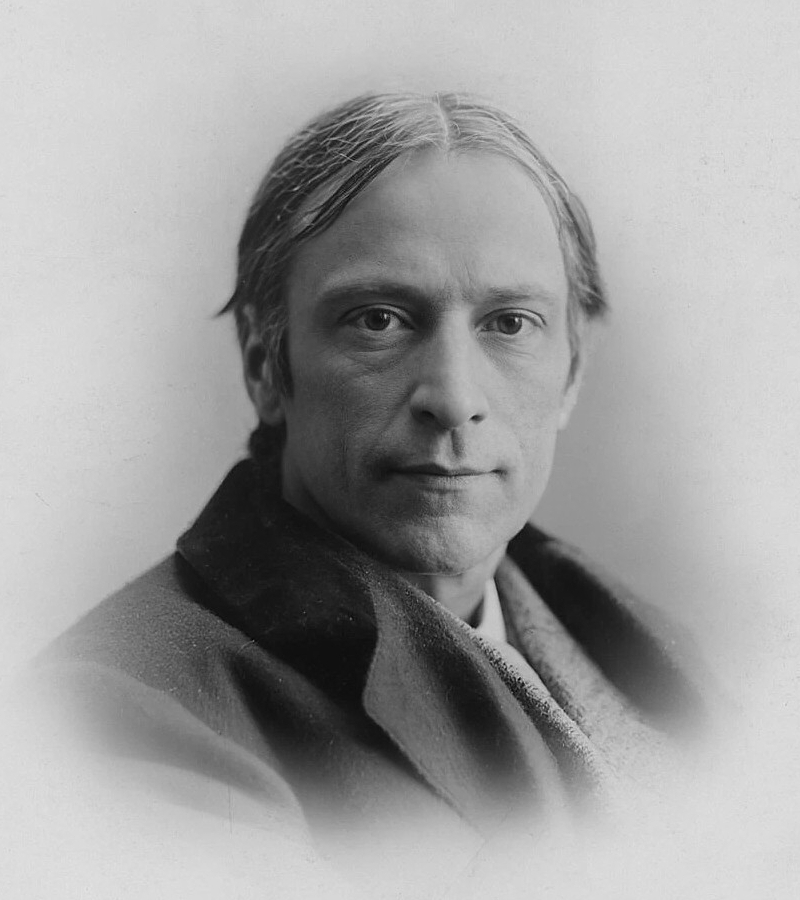
Hubert von Herkomer (um 1900)

Sir Hubert von Herkomer (* 26. Mai 1849 in Waal, bei Landsberg am Lech, Bezirksamt Kaufbeuren, Königreich Bayern als Hubert Herkomer; † 31. März 1914 in Budleigh Salterton, Hampshire, Vereinigtes Königreich) war ein deutsch-britischer Maler und Bildhauer, Regisseur und Filmemacher und Schriftsteller. Außerdem gilt er als einer der Wegbereiter des Automobilsports in Deutschland.

## Leben

### Kindheit
Hubert Herkomer war das einzige Kind des aus Waal bei Landsberg stammenden (Kunst-)Tischlermeisters Lorenz Herkomer und seiner Frau Josephine, geb. Niggl, Schulmeisterstochter und Musiklehrerin aus dem nahegelegenen Dorf Denklingen. Er hatte die Talente beider Eltern geerbt, sein Vater hatte jedoch für seinen Sohn seit dessen Geburt eine Karriere als bildender Künstler vorgesehen. Der liberale Vater emigrierte 1851 mit seiner Frau und seiner Familie in die USA und ging zunächst nach New York, ab ca. 1853 nach Cleveland. Er kehrte aber 1857 nach Europa zurück und ließ sich in Southampton nieder. Lesen und Schreiben lernte der inzwischen Achtjährige von einer der Musikschülerinnen seiner Mutter, eine öffentliche Schule besuchte er in Southampton nur sechs Monate lang: Wohl auch um Schulgeld zu sparen (die Familie lebte lange Zeit in dürftigen Verhältnissen), unterrichtete ihn danach bis zu seinem 18. Lebensjahr fast ausschließlich der Vater.

### Künstlerische Ausbildung
Im Schuljahr 1863/64 besuchte Hubert lustlos die örtliche Kunstschule, wo er in seiner Freizeit Aquarelle seines Lehrers kopieren musste; immerhin erhielt er für eine Zeichnung nach Michelangelos Moses zuletzt eine Bronzemedaille.
1865 war eine Reise nach München möglich geworden, weil Lorenz Herkomer von seinem Bruder aus Amerika den Auftrag angenommen hatte, vier lebensgroße Evangelistenfiguren nach (kleineren) Figuren von Peter Vischer zu schnitzen. Vater und Sohn trafen allerdings erst eine Woche vor Beginn der großen Ferien dort ein. Hubert konnte eben noch die Zeichnung erstellen, die zur Aufnahme in die Akademie erforderlich war. Der Maler Michael Echter war von ihr so beeindruckt, dass er dem Sechzehnjährigen erlaubte, Gipsmodelle mitzunehmen und während der Ferien seine Arbeiten korrigierte. Daneben besuchten sein Vater und er eine private Aktklasse. Der Aufenthalt in München (unter bescheidensten Verhältnissen – in einem einzigen Raum wurde gekocht, geschnitzt, gezeichnet und geschlafen) musste jedoch im Frühherbst abgebrochen werden, weil der nur für sechs Monate ausgestellte Pass des in England eingebürgerten Vaters nicht in München verlängert werden konnte und eine zweimalige Reise aus finanziellen Gründen nicht in Frage kam. Die deutsche Staatsbürgerschaft wieder anzunehmen, hätte hingegen bedeutet, dass Hubert zum Militärdienst eingezogen worden wäre.
1866 und 1867 studierte der junge Mann für jeweils ein Semester an der South Kensington Kunstschule. Bereits im Herbst 1866 hatte er in Southampton im Freundeskreis eine Malklasse organisiert, die, als erste Kunstausstellung Southamptons, 65 Arbeiten der Gruppe ausstellte und drei verkaufte – darunter zwei Arbeiten Herkomers. Als der Jüngling 1867 sein zweites Semester an der Kunstschule absolvierte, wurde Frederick Walkers in der Royal Academy of Arts ausgestelltes Gemälde Badende vieldiskutiert: Das Bild wurde vom Publikum je nach Einstellung als „genial fortschrittlich“ oder „unerträglich fehlgeschlagen“ eingestuft. Walker wurde damals zum jahrelang übermächtigen Vorbild Herkomers, der Walkers Entwicklung vom Zeichnen und Gravieren über das Aquarellieren zum Öl nachahmte und sich demgemäß noch an der Schule als Illustrator versuchte, allerdings ohne finanziellen Erfolg. Er kam jedoch zu dieser Zeit mit dem bereits bekannten Illustrator Luke Fildes in Kontakt, als dieser im South Kensington Museum für die London Illustrated News ein Bild kopierte.

### Erste Erfolge; Übersiedlung nach London

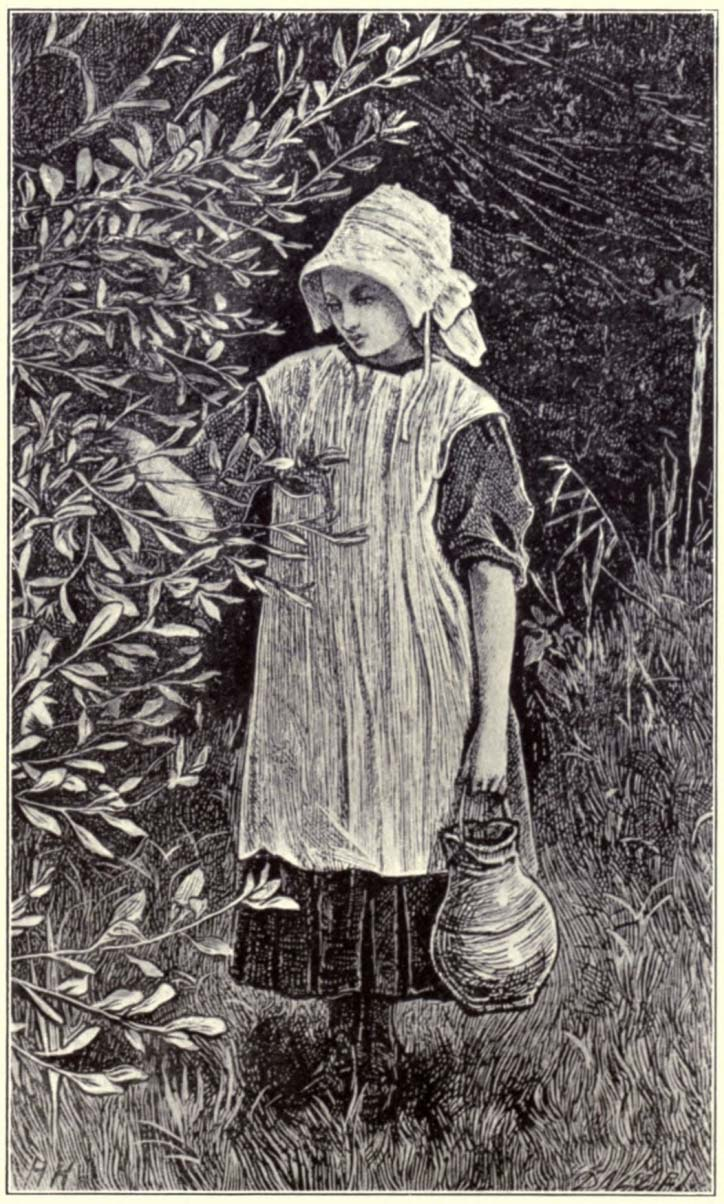
Lonely Jane, 1868

1868 gelangen Herkomer in dem idyllische Dorf Hythe, auf der westlichen Seite des Southampton Water, unter bescheidenen Umständen erste vermarktbare Zeichnungen, die von den Brüdern Dalziel in Holz geschnitten und gedruckt wurden, weiters Aquarelle, welche die Dudley Gallery 1869 ausstellte und verkaufte.
Noch 1868 ließ der Zeichner sich trotz Bedenken der Eltern in London nieder, um möglichen Auftraggebern nahe zu sein: Zunächst bei einer befreundeten Familie, 1869 in eigener Wohnung mit einem als Atelier geeigneten Zimmer in der Smith Street, Chelsea. In diesem Jahr wurde auch sein Aquarell Leisure Hours an der Akademie angenommen und „sehr gut gehängt“.

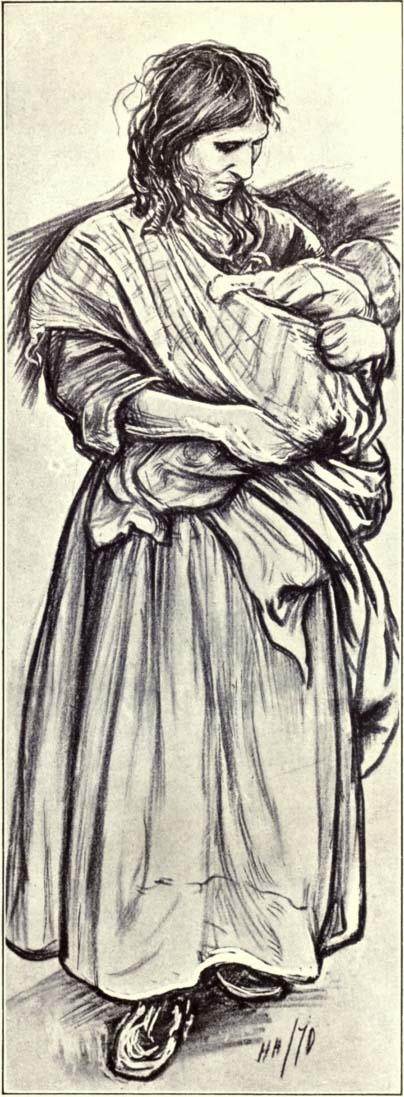
Zigeunerin, The Graphic 1870

Nach einer finanziell kritischen Phase, in der er sich sogar als Zitherspieler beworben hatte und das Nötigste mit Schablonenmalerei zur Ausgestaltung des South Kensington Museum verdiente, stellte er sich 1870 bei William Luson Thomas, dem Gründer der seit 4. Dezember 1869 erscheinenden illustrierten Wochenzeitung The Graphic, vor. Sein Bild wurde sofort angenommen und er selbst eingeladen, weitere Vorzeichnungen nach eigenen Ideen in gleicher Qualität in beliebiger Menge zu liefern.

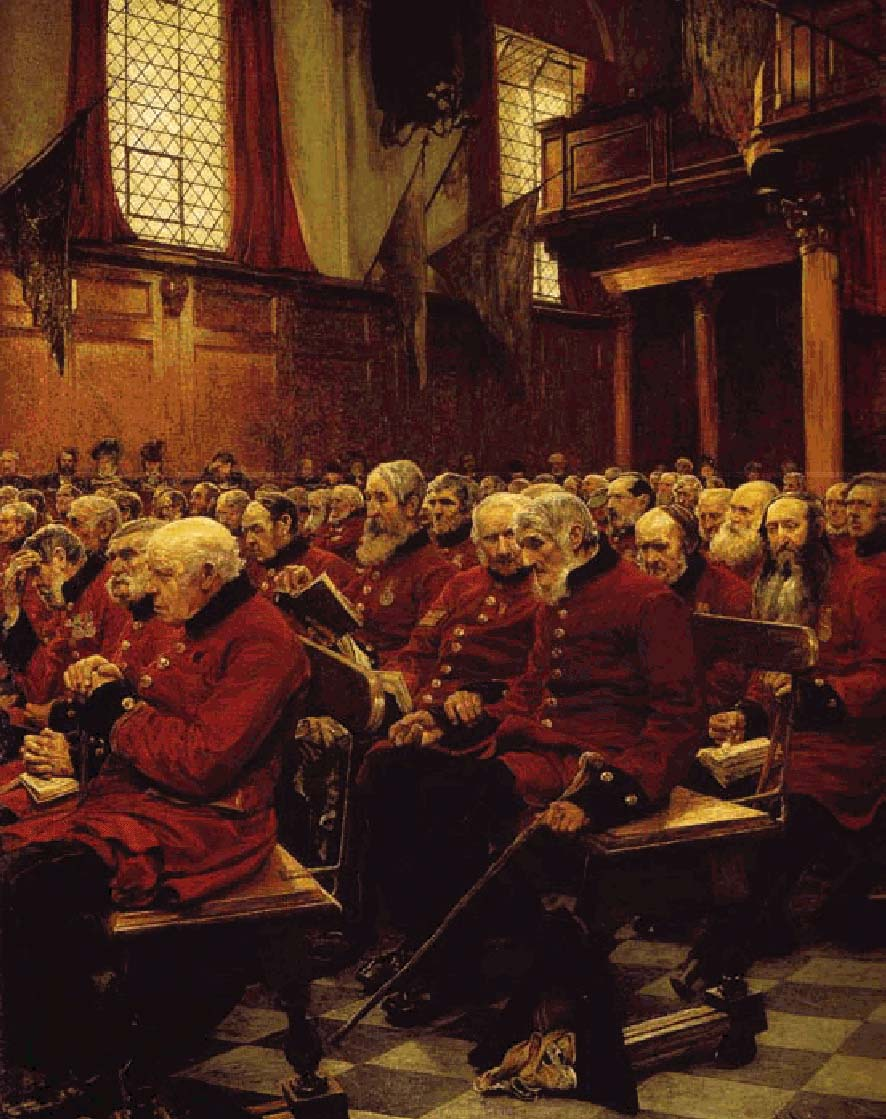
The Last Muster (Der letzte Appell), 1875

Während des nächsten Jahrzehnts war Herkomers Arbeit als Illustrator seine wichtigste und jederzeit verfügbare Einkommensquelle. Besonderen Anklang hatte 1871 sein Bild von Veteranen im Royal Hospital Chelsea gefunden, das einen während des Gottesdienstes Verstorbenen zum Thema hat. Thomas gab für sich selbst ein Aquarell davon in Auftrag. Das entsprechende Ölgemälde The Last Muster [Der letzte Appell], das von Herkomer 1875 gemalt und an der Royal Academy mit Applaus angenommen wurde, brachte seinen endgültigen Durchbruch als bedeutender Maler. Erstmals hatte er sich – damals zu seinem Leidwesen – in der Malerei von seinem Vorbild Walker gelöst.
Aus den seit 1870 fließenden Einkünften finanzierte Herkomer einen Sommeraufenthalt in der Normandie, von dem er das Bild War News [Neuigkeiten vom Kriegsschauplatz] heimbrachte. 1871 wurde er in die Royal Society of Painters in Water Colours berufen, wo er danach häufig ausstellte. 1873 lernte er den Maler Mansel Lewis kennen, mit dem ihn eine lebenslange Freundschaft verbinden sollte. Mansel kaufte auch Herkomers erstes Ölgemälde After the Toil of the Day. 1880 gründete Herkomer zusammen mit anderen Künstlern die Society of Painter-Etchers and Engravers, um die Radierung (Etching) und den Kupferstich (Engraving) als anerkannte Kunstformen zu etablieren.
Von seinen ab etwa 1881 entstandenen zahlreichen Porträts sind insbesondere eines seiner ersten, das des Kriegsberichterstatters Archibald Forbes und als Gegenstücke die Bilder einer jungen Engländerin (Miss Katharine Grant, The Lady in White) und einer Amerikanerin (Mrs. Sealbee, of Boston, The Lady in Black), 1884 und 1886 zu nennen. The Lady in White trug ihm noch im selben Jahr auf der Berliner Ausstellung die große goldene Medaille ein und wurde dann in mehreren europäischen Städten vorgestellt.
Von 1885 bis 1894 war Herkomer Slade Professor of Fine Art an der Universität Oxford.

### Ehen
Hubert von Herkomer war dreimal verheiratet. 1873 heiratete er Anna Weise († 1883) aus Berlin, aus dieser Ehe stammen Sohn Siegfried (1874–1939) und Tochter Elsa (1877–1938). 1884 heiratete er Lulu Griffiths (* 1849), Tochter des Gutsbesitzers Thomas Griffiths in Stanley House, Ruthin, die jedoch bereits 1885 verstarb. Am 2. September 1888 heiratete Herkomer im Mutterturm in Landsberg seine dritte Frau, seine Schwägerin Margaret Griffiths (1857–1934), wofür er die deutsche Staatsbürgerschaft annehmen musste und in Landsberg eingebürgert wurde. Aus dieser Ehe stammen Sohn Lorenz (1889–1922) und Tochter Gwenddydd (1893–1927).

## Projekte

### Schule für Malerei
Herkomer eröffnete 1883 in Bushey in Hertfordshire, wo er seit 1873 wohnte, eine zweisemestrige Schule für Malerei, die er unentgeltlich bis 1904 leitete. Sie bestand aus zwei Malklassen und einer Einführungsklasse. Die Schule verkörperte seine Vision einer sehr freien, nicht-akademischen Ausbildung, in der die Studenten gefördert werden sollten, sich selbst und die ihnen gemäßen Stile zu finden, statt dem Stil des Lehrers zu entsprechen. Überzeugt, dass junge Menschen schwerlich eine Beziehung zur Antike fänden, verzichtete er beispielsweise auf das bis dahin für Anfänger zwingende Zeichnen nach Abgüssen antiker Plastiken und ließ seine Studenten von Beginn an auch nach lebenden Modellen zeichnen und nach dem Vorbereitungskurs auch Akt malen.

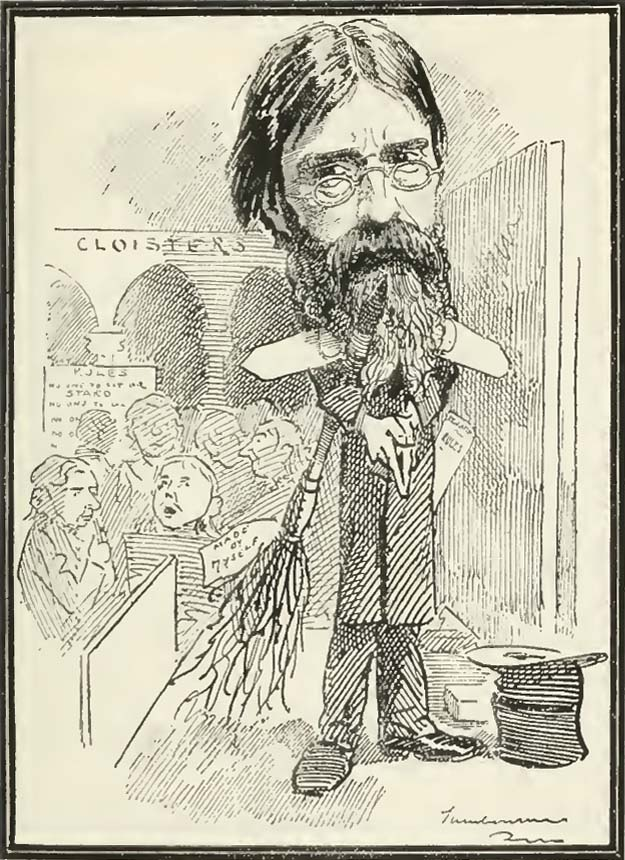
Herkomers Führungsstil, Punch 1883

All dies stand in krassem Widerspruch zu damaliger akademischer Tradition. Herkomers unkonventioneller aber reichlich autoritärer Führungsstil, der von Müttern mancher Studentinnen heftig kritisiert wurde, war Thema einer Karikatur der Zeitschrift Punch:
No one to sit or stand [Niemand darf sitzen oder stehen] ist unter „Rules“ zu lesen – eine Anspielung auf Herkomers Forderung Stand by your work [Doppelbedeutung Stehe beim Arbeiten, aber eher Stehe zu Deiner Arbeit]. Der „selbstgemachte“ Besen, die eingesteckte Regelsammlung und der Bettlerhut vervollständigen die Kritik.
Die Anzahl der Schüler, anfangs 25, stieg auf nahezu 100 im Schuljahr 1893/94; insgesamt haben in 21 Jahren mehr als 500 Studenten Herkomers Schule absolviert. Zu den bekannteren zählen die als Pferdemalerin bekannt gewordene Lucy Elizabeth Kemp-Welch (1869–1958), die nach Herkomers Rückzug in Bushey die Bushey School of Painting von 1905 bis 1926 betrieb, sowie George Harcourt (1868–1947), der beispielsweise das Porträt des First Marquess Curzon of Kedleston, das sein Lehrer begonnen hatte, nach dessen plötzlichem Tod vollendete.
Schulgebäude und Areal waren von Beginn an von privater dritter Seite zur Verfügung gestellt und bewirtschaftet worden. 1887 wurde daraus die Einrichtung Educational establishment incorporated und Schuldverschreibungen wurden ausgegeben. Mit Herkomers Austritt wurde alles mit bescheidenem Erfolg versteigert. Der Künstler erwarb das Land 1912 und ließ es zu einem Garten umgestalten.

### Mutterturm

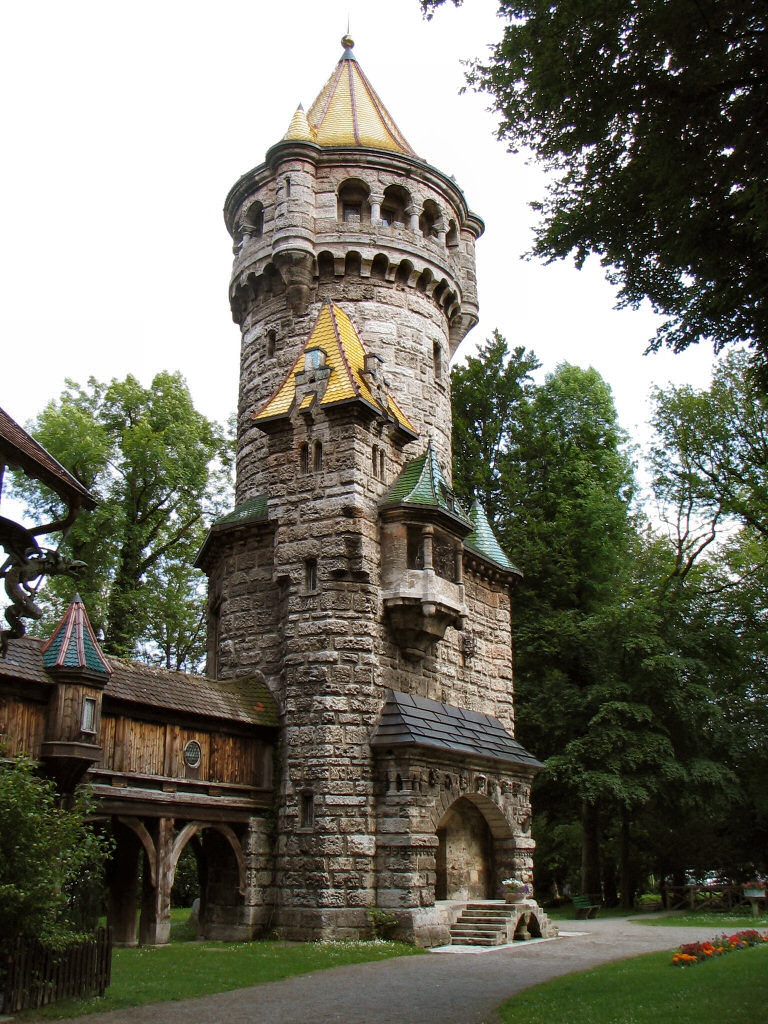
Der Mutterturm in Landsberg

Häufig weilte Herkomer während des Sommers in Deutschland, meist in Bayern. In Landsberg am Lech, wo die 1879 verstorbene Mutter ihre letzten anderthalb Lebensjahre verbracht hatte, erwarb Herkomer Baugrund neben dem früheren Wohnhaus der Eltern und begann, einen 30 Meter hohen Turm errichten zu lassen, was sich aus Kostengründen bis etwa 1887 hinzog. Heute gehört der Turm zum Herkomer Museum.

### Lululaund

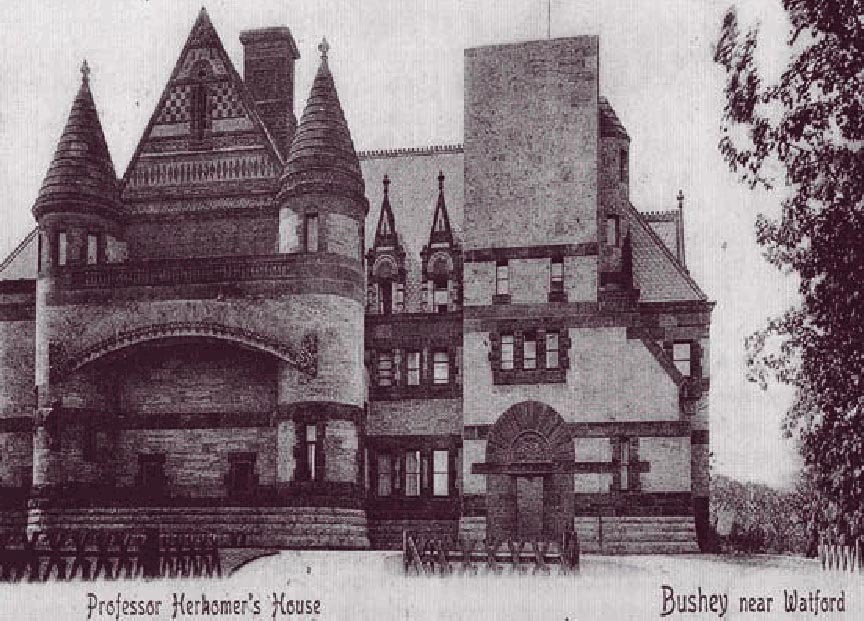
Die Villa Lululaund um 1900

In Bushey, wo nach dem Tod der Mutter auch der Vater hinzog, verwirklichte Herkomer zwischen 1883 und etwa 1894 ein Projekt, das bereits seinem Großvater vorschwebte: Einen Familiensitz, der gleichzeitig den künstlerischen Fähigkeiten der Herkomers ein Denkmal sein sollte. Die von ihm errichtete Villa erhielt den Namen Lululaund nach seiner Ehefrau Lulu. Das Haus wurde 1939 großteils abgetragen.

### Automobilsport

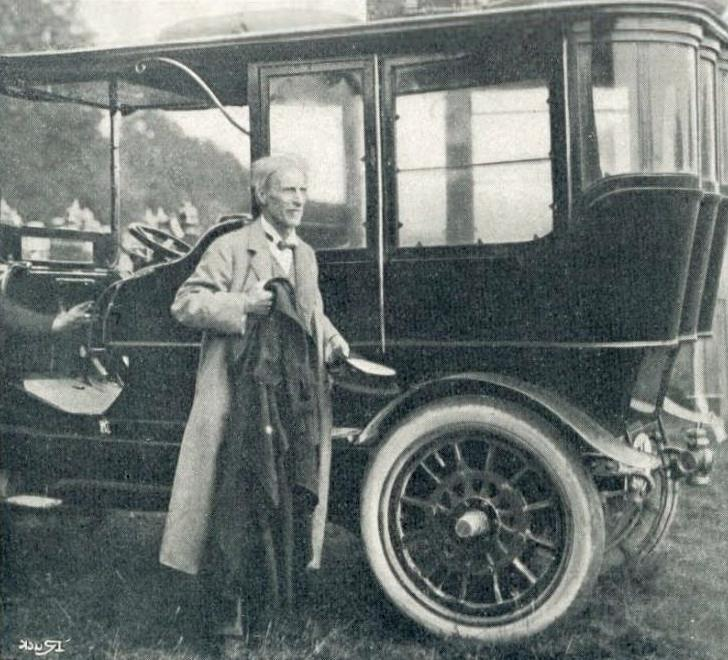
Hubert von Herkomer bei der Herkomer-Konkurrenz 1905

1905 regte der begeisterte Automobilist Hubert von Herkomer eine Tourenwagen-Rallye in Deutschland an und sponserte sie. Diese Herkomer-Konkurrenzen, Zuverlässigkeitsprüfungen, wurden auch 1906 und 1907 auf jeweils längeren Strecken ausgetragen und machten den neuen Sport in Deutschland populär, unter anderem weil aufgrund der persönlichen Kontakte des Künstlers sich auch Teilnehmer aus dem Hoch- und Geldadel einfanden.

## Werke

### Bilder
Zu Herkomers Werken zählen Bilder mit sozialer Thematik (das Frühwerk) und ab 1881 hunderte von Porträts. Der Künstler gibt beispielsweise an, während seiner fünfmonatigen Amerikareise ab Mitte Dezember 1885, trotz zeitweise wochenlanger Krankheit, 34 Porträts geschaffen zu haben, bei bis zu vier Sitzungen täglich.
Später beschäftigte sich der Künstler mit Radierung und Fotografie und erfand dabei eine Mischtechnik, die als Herkomergravure Herkomer-übliches Aufsehen erregte. Auch mit Emailmalerei und Goldschmiedearbeit befasste er sich.
In der nachstehenden Auswahl wurden Originaltitel gemäß Herkomers Publikationen vorangestellt. Nur wenige seiner Arbeiten tragen im Original deutsche Titel.
- Lonely Jane, 1868[17]
- Gipsy Woman with Child, 1870, Herkomers erste Zeichnung für The Graphic.
- Sunday at the Chelsea Hospital [Gottesdienst der Invaliden im Chelsea Hospital]. 1871, The Graphic.
- Rest [Die Ruhe] 1872
- At the Well [Am Brunnen] 1872
- Das Abendbrodt 1873
- An Alpine Cheesemonger [Der Käsekrämer] 1873
- Weary [Die Müdigkeit] 1873
- After the Toil of the Day [Nach des Tages Lasten] 1873 Herkomers erstes Ölgemälde, noch ganz im Stil Walkers.[18]
- Der Bittgang: Peasants praying for a Successful Harvest [eine Prozession in Bayern] 1874
- The Last Muster – Sunday at the Royal Hospital, Chelsea [Die letzte Musterung] 1875, heute Lady Lever Art Gallery, Port Sunlight
- At Death’s Door [An der Tür des Todes] 1876
- Porträt Richard Wagners 1877
- Eventide: A Scene in the Westminster Union [Tee trinkende alte Frauen in einem Armenhaus] 1878, Ölgemälde nach dem Holzschnitt von 1877
- Archibald Forbes, 1881, leitete Herkomers Erfolg als Porträtist ein.
- Miss Katherine Grant („The Lady in White“), 1884
- Mrs. Sealbee, of Boston („The Lady in Black“), 1886
- Theodor von Cramer-Klett junior 1905
- Die Zukunft ans Automobil gefesselt 1905

Einige typische Beispiele
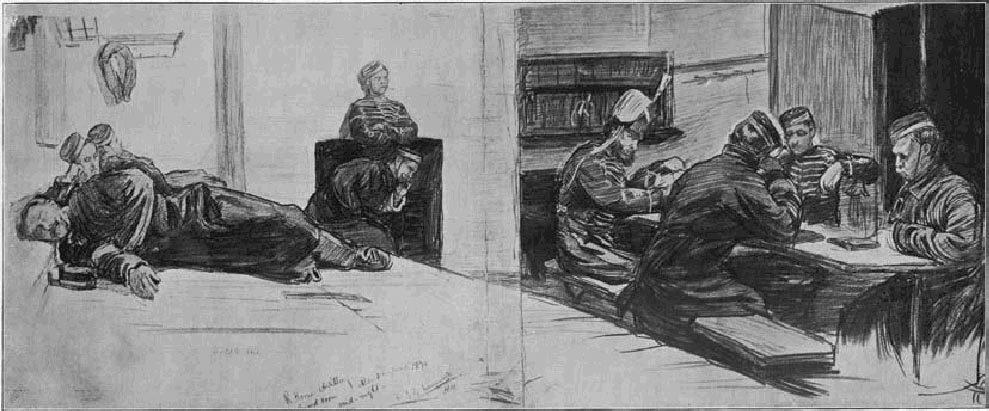
1870; Wachzimmer in Aldershot
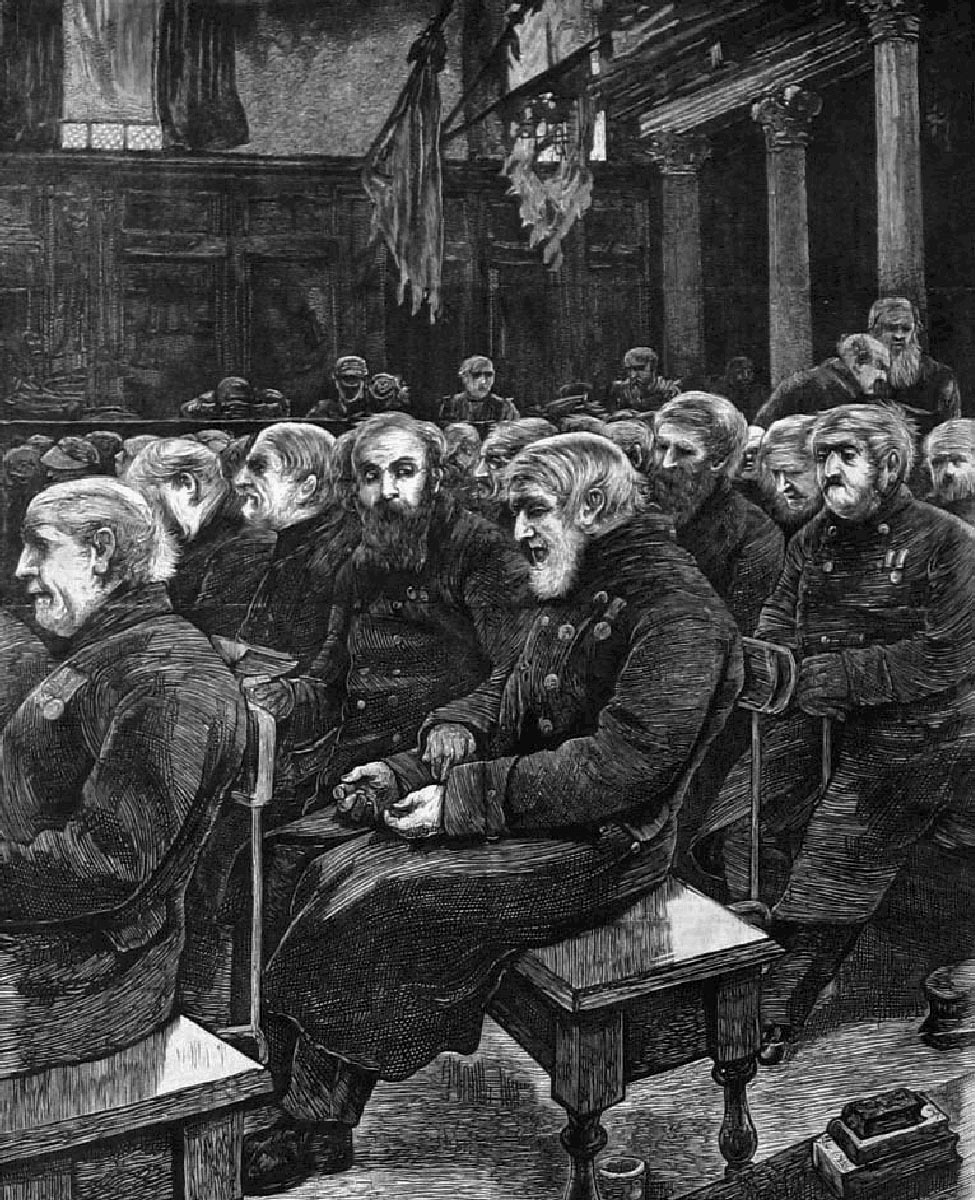
1871; Sunday at the Chelsea Hospital (The Graphic)
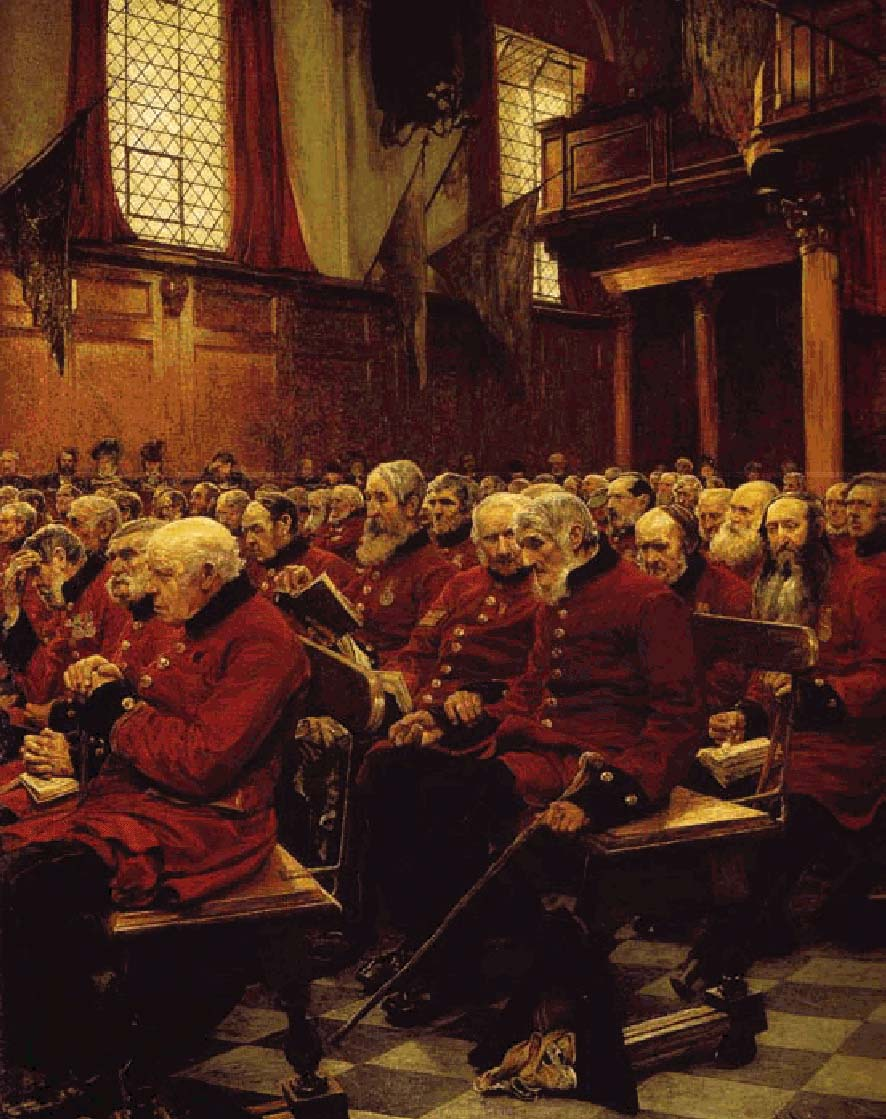
1875; Die letzte Musterung – Herkomers erstes berühmtes Gemälde, nach dem Holzschnitt von 1871
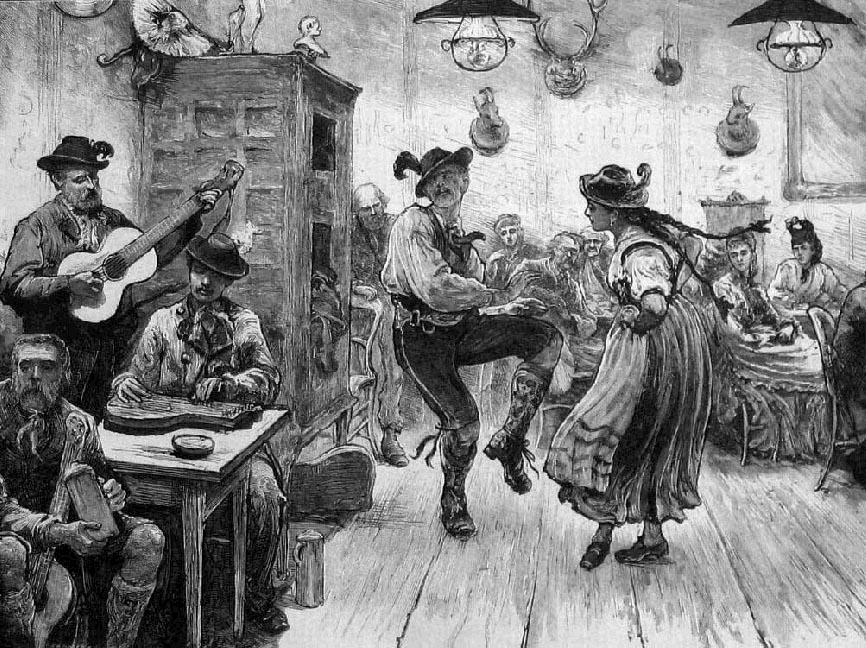
1873; Der „Schuhplattler“ (The Graphic)
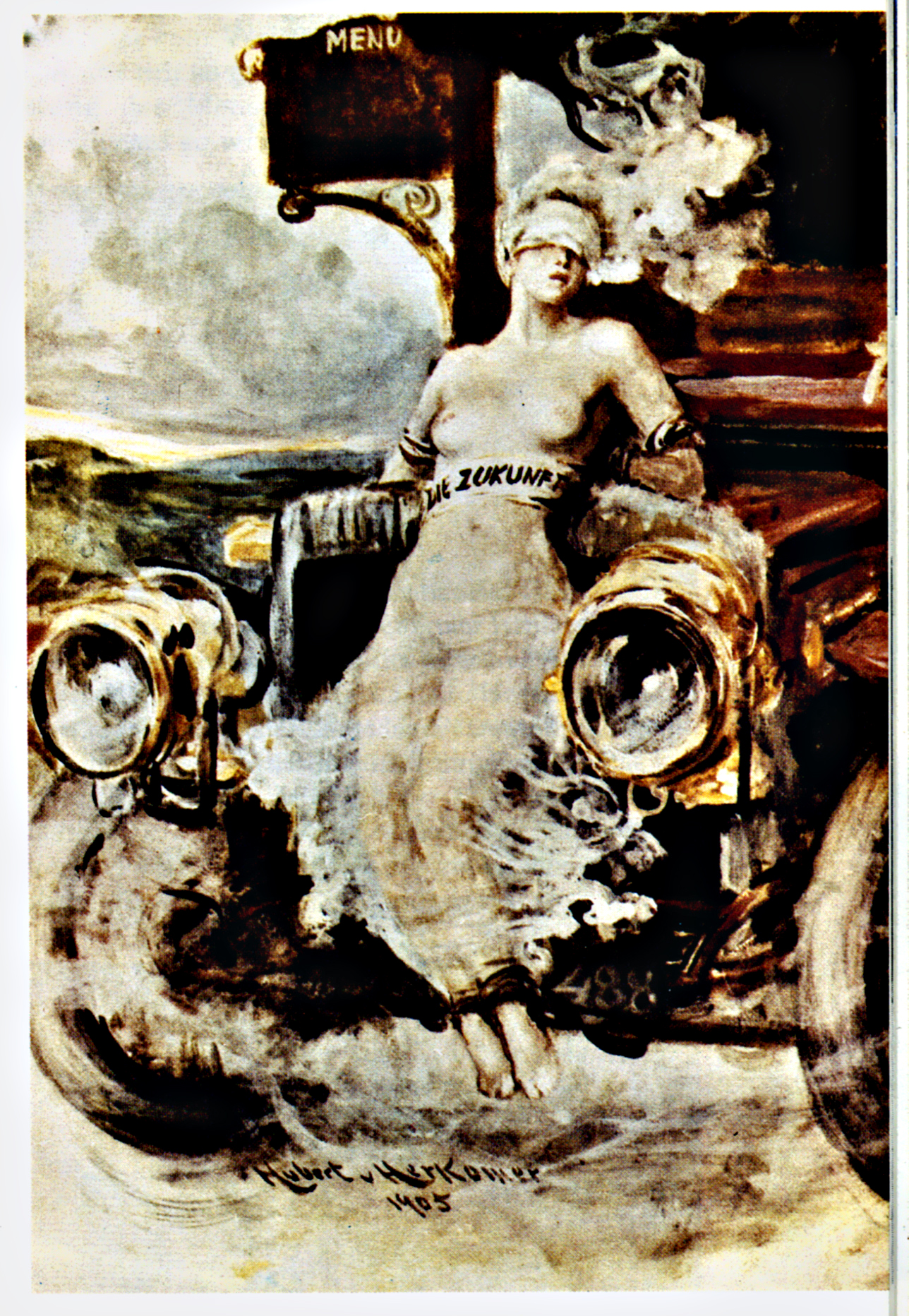
1905; Die Zukunft ans Automobil gefesselt

### Musiktheater
- The Sorceress. 1887 in Bushey aufgeführt
- An Idyl. A pictorial-music-play. The music composed (and the play illustrated) by Hubert Herkomer, R.A.; the lyrics Joseph Bennett, Novello, Ewer and Co., London 1889; 152 S.

Das Stück wurde 1889 an der Bushey School aufgeführt, Herkomer schrieb die Geschichte und die Musik, entwarf das Bühnenbild und die Kostüme mit seiner Frau und seinen Schülern und spielte selbst in dem Stück mit. Dirigent der Aufführung war Hans Richter.

### Schriften
- Kurze Autobiographie in The Graphic. 26. Oktober 1876.[20]
- Drawing and engraving on wood. In: Art Journal 1882.
- Art Tuition. Peacock, Printer, 1882; 19 S.; Vortrag in der Stadthalle von Birmingham am 10. Februar 1882.
- The Pictorial Music Play: An Idyl. In: The Magazine of Art. Juli 1889, S. 316–324.[21]
- Autobiography. In: Louis Engel: From Handel to Hallé Biographical Sketches. London 1890, S. 135–225 (Textarchiv – Internet Archive), auch separat erschienen (printed for private circulation).
- Etching and Mezzotint Engraving. Macmillan, London 1892; 107 S. (archive.org).
- Scenic Art. In: The Magazine of Art. 1892, S. 259–264. 316–320.[21]
- A new Black and White Art. 1896; 58 S.
- My School and my Gospel. A. Constable, London 1908; x+223 S.; auch bei Doubleday, Page & Company, New York 1908 (archive.org).
  - deutsche Übersetzung: Meine Schule. Neues Stadtmuseum, Landsberg am Lech 2005; 84 S.
- A certain phase of lithography. A lecture delivered at Lululaund, Bushey, Herts, on January 27, 1910, to a number of invited artists. Macmillan, London 1910; 38 S.
- The Herkomers. Band 1. Macmillan, London 1910 (archive.org).
- The Herkomers. Band 2. Macmillan, London 1911 (archive.org)
  - deutsche Übersetzung: Die Herkomers. Neues Stadtmuseum, Landsberg am Lech 1999. 192 S.

## Auszeichnungen
Hubert von Herkomer wurde 1899 in Bayern sowie 1907 in Großbritannien geadelt. Drei weitere hohe Orden waren ihm bereits zuvor verliehen worden:
- 1889: Offizier der französischen Ehrenlegion
- 1896: Commander des britischen Royal Victorian Order (CVO)
- 1899: Preußischer Orden Pour le Mérite für Wissenschaft und Künste.[22]
- 1899: Bayerischer Personaladel als „Ritter von Herkomer“ als Ritter des Verdienstordens der Bayerischen Krone.[23] Ab diesem Zeitpunkt war er Hubert von Herkomer und signierte mit HvH.
- 1907: Ritterschlag durch den britischen König Eduard VII. als Knight Bachelor[24]. Seitdem durfte er sich Sir Hubert von Herkomer nennen.

Herkomer erhielt bis zur Jahrhundertwende zehn damals sehr begehrte Medaillen:
- 1878: Paris (Ehrenmedaille)[25]
- 1879: München (Goldmedaille)

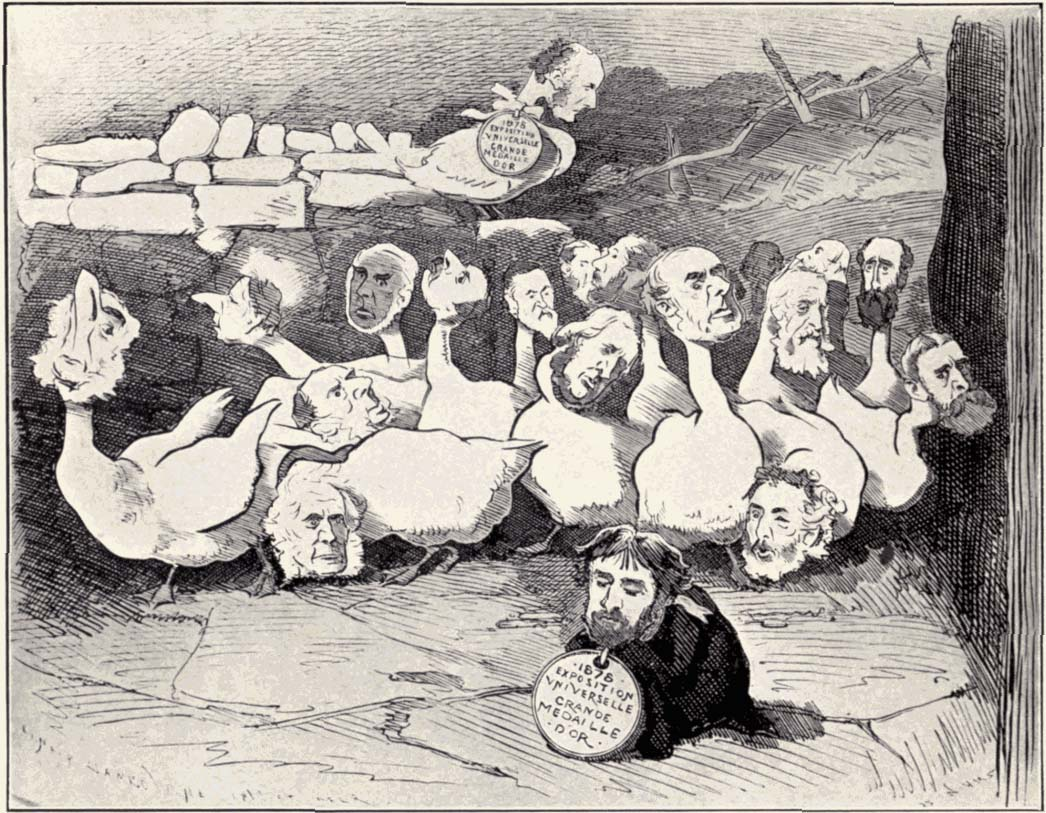
Karikatur: Erfolg und Neid, 1878 (Punch).

- 1880: Sydney (kleine Goldmedaille)
- 1883: Wien (Goldmedaille)
- 1885: München (Goldmedaille)
- 1886: Berlin (Goldmedaille)
- 1888: Wien (Goldmedaille)
- 1889: Paris (Goldmedaille)
- 1892: Chicago (Goldmedaille)
- 1898: Brüssel (Goldmedaille)

Nach entsprechender Wartezeit (A.R.A im Juni 1879) wurde Herkomer am 13. Mai 1890 zum Vollmitglied der Royal Academy of Arts gewählt. Die verpflichtende Diplomarbeit, die er 1891 einreichte (das Ölbild On Strike), brachte ihm später dort auch eine Professur ein.
Neben zehn Mitgliedschaften in britischen Institutionen wurde er auch im übrigen Europa in sechs Akademien und Künstlervereinigungen berufen, darunter 1885 in die Preußische Akademie der Künste in Berlin, 1896 als auswärtiges Mitglied in die Académie des Beaux-Arts in Paris. und 1910 als assoziiertes Mitglied in die Académie royale des Sciences, des Lettres et des Beaux-Arts de Belgique.
Auch die Stadt Landsberg am Lech ehrte ihn vielfach: 1893 wurde er Ehrenbürger der Stadt, im Jahr 1900 benannte sie eine Straße nach ihm, 1991 stiftete die Stadt den „Hubert-von-Herkomer Preis“ für Künstler und Kulturschaffende.

## Ausstellungen
- Watford, Watford Museum 15. Februar – 10. März 1982
  - David Setford, Rosemary Treble, Lee M. Edwards (Hrsg.): A passion for work. Sir Hubert von Herkomer, 1849–1914. Watford Borough Council, Watford 1983.
- Watford, Watford Museum 17. September – 10. Dezember 1983
  - David Setford: Stand to your work. Hubert Herkomer and his students. Watford Borough Council, Watford 1983.
- Landsberg am Lech xx – 14. August 1988
  - Hartfried Neunzert (Hrsg.): Sir Hubert von Herkomer. Zum hundertjährigen Jubiläum seines Landsberger Muttertums. Neues Stadtmuseum, Landsberg am Lech 1988.
- Landsberg am Lech 1. Juli – 29. September 1999
  - Hartfried Neunzert (Hrsg.): Mansel Lewis & Hubert Herkomer. Wales, England, Bavaria. Neues Stadtmuseum, Landsberg am Lech 1999.
- Landsberg am Lech, 29. März – 31. August 2014: Hubert von Herkomer. Ein Malerfürst und Graphiker. Neues Stadtmuseum und Rathaus Landsberg am Lech, Deutschland / Bushey, 28. Juni 2014 – 11. Januar 2015: Herkomer Centenary Exhibition. Bushey Museum, Bushey, Hertfordshire, England
  - Hartfried Neunzert (Hrsg.): Herkomer. Meisterwerke im Großformat / Masterpieces in large format. Michael Imhof Verlag, Petersberg 2014, ISBN 978-3-7319-0044-3.